# Эскадренные миноносцы типа «Колдуэлл»
Эскадренные миноносцы типа «Колдуэлл» — серия из шести «гладкопалубных» эсминцев ВМС США, построенных во время Первой мировой войны и вскоре после неё. Четыре корабля использовались для сопровождения конвоев в Атлантике, два других были завершены слишком поздно для службы в военное время. Два корабля были списаны в 1930-х годах, четыре законсервированы и в дальнейшем служили во время Второй мировой войны, три из них переданы ВМС Великобритании соответствии с договором «Эсминцы в обмен на базы», а четвертый переоборудован в быстроходный транспорт.

## Проектирование и конструкция
Постройка шести эсминцев типа «Колдуэлл» была утверждена актом Конгресса от 3 марта 1915 г. Согласно требованиям, «эсминцы должны были иметь скорость не менее 30 узлов, а стоимость без учета брони и вооружения не должна превышать 925 000 долларов за единицу… Три из указанных документе эсминцев должны быть построены на Тихоокеанском побережье».
Построенные с 1916 по 1918 годы шесть кораблей типа «Колдуэлл» были первыми из 279 (6 из которых были отменены) плоскопалубных кораблей, лишённых недостатков предыдущих кораблей типа «Сэмпсон» и других «тысячетонников» с полубаком в конструкции корпуса. Они стали прототипами массовых серий эсминцев типа «Викс» и «Клемсон», которые, однако, имели меньшую скорость (30-32 узла против 35) и отличались некоторыми элементами конструкции. Передняя оконечность кораблей типа «Колдуэлл» была изменена, чтобы избежать забрызгивания артиллерийской башни в позиции «А», однако добиться этого не удалось. Корабли типа «Колдуэлл» имели транцевую корму, в отличие от крейсерской кормы последующих типов и, следовательно, меньший радиус циркуляции. Вооружение осталось таким же, как у эсминцев типа «Сэмпсон», но бортовые 102-мм орудия были перенесены на возвышения в корму от мостика. Были различия внутри серии: «Колдуэлл», «Крэйвен» и «Мэнли» имели четыре дымовых трубы, а «Гвин», «Коннер» и «Стоктон» только три. Средняя труба трёхтрубных кораблей была шире из-за объединения дымоходов от двух бойлеров. После того, как эсминцы подобной конструкции начали выпускаться массово, их стали называть «плоскопалубными» (flush-deck) или «четырёхтрубными» (four-stack).
«Мэнли» в 1939 году подвергся реконструкции и стал прототипом быстроходного эсминца-транспорта (классификационный код APD). Его передние трубы и бойлеры были демонтированы, чтобы освободить место для размещения 200 морских пехотинцев и 11-метровых десантных катеров типов LCP(L), LCP(R) или LCVP. Он участвовал в битвах за Гуадалканал, Кваджелейн, Сайпан и Филиппины.
Три корабля этого типа в 1940 году переданы Королевскому ВМФ в соответствии с договором «эсминцы в обмен на базы» и стали частью составного типа «Town». «Коннер» получивший в ВМС Великобритании название HMS Leeds, участвовал в прикрытии высадки десанта на Голд-Бич 6 июня 1944 года; два других корабля действовали как эскортные миноносцы. Все три корабля пережили войну, двое после войны были потоплены как цели, а один разделан на металлолом.

## Вооружение
Вооружение кораблей этого типа повторяло вооружение эсминцев типа «Сэмпсон» («тысячетонников») и было сохранено в последующих сериях гладкопалубных эсминцев. Если артиллерийское вооружение было типичным для эсминцев того периода, то 12 торпедных аппаратов калибра 533 мм были больше обычных в соответствии с американской практикой того времени. Также решением Генерального совета были установлены бортовые, а не центральные торпедные аппараты. Это было связано с проблемами центральных установок предыдущих типов эсминцев, когда торпеды попадали в планширь стреляющего корабля. В качестве боеприпаса была использована торпеда Mk 8. Расположение 4-дюймовых орудий на возвышении предотвращало забрызгивание артиллерийских установок, но ограничивало сектор обстрела.
Эти корабли несли 76-мм/23 зенитное орудие, как правило, сразу за носовой 4-дюймовой пушкой. Первоначальная конструкция предусматривала использование двух однофунтовых (37-мм) зенитных орудий, но они были признаны недостаточно эффективными. Противолодочное вооружение (ПЛО) было добавлено во время Первой мировой войны, а в первоначальный проект было включено только для DD-70 и DD-71. Как правило, в кормовой части предусматривались бомбосбрасыватели для глубинных бомб, а также бомбомёт Y-gun в нос от кормовой рубки.

## Различия в конструкции
Поскольку корабли типа «Колдуэлл» были в определённой мере экспериментальными, они имели различия в конструкции. «Коннер» и «Стоктон», построенные компанией «William Cramp & Sons», следовали оригинальному трёхвальному проекту с паровыми турбинами прямого привода. Выхлопные газы турбины высокого давления на центральном валу подавались на турбины низкого давления на внешних валах. На центральном валу была предусмотрена турбина экономического хода с редуктором для экономии топлива на малых и средних скоростях. Остальные корабли имели два вала с редукторными турбинами и не имели турбин экономического хода. Эта схема увеличивала мощность с 18 500 до 20 000 л. с. и скорость с 30 до 32 узлов. С дальнейшим увеличением мощности эта турбина с редуктором была адаптирована для других эсминцев массового производства. У «Колдуэлла» был экспериментальный «электрический редуктор скорости», соединяющий крейсерские и главные турбины, предшественник турбо-электрического привода, который будет использоваться на нескольких американских линкорах и авианосцах, построенных в Первую мировую войну и в 1920-х годах.

## Состав серии
| № корпуса | Название | Верфь                                    | Заложен    | В строю               | Списан                | Судьба                  | Примечания                                                       |
| --------- | -------- | ---------------------------------------- | ---------- | --------------------- | --------------------- | ----------------------- | ---------------------------------------------------------------- |
| DD-69     | Caldwell | Mare Island NSY                          | 08.12.1916 | 01.12.1917            | 27.06.1922            | Сдан на слом в 1936 г.  |                                                                  |
| DD-70     | Craven   | Norfolk Naval Shipyard                   | 20.11.1917 | 19.10.1918 09.08.1940 | 15.06.1922 23.10.1940 | Затоплен в мае 1946 г.  | Передан Королевскому флоту как HMS Lewes                         |
| DD-71     | Gwin     | Seattle Construction and Drydock Company | 21.06.1917 | 20.03.1920            | 28.06.1922            | Продан в марте 1939 г.  |                                                                  |
| DD-72     | Conner   | William Cramp and Sons                   | 16.10.1916 | 12.01.1918 23.08.1940 | 21.06.1922 23.10.1940 | Списан в марте 1947 г.  | Передан Королевскому флоту как HMS Leeds                         |
| DD-73     | Stockton | William Cramp and Sons                   | 16.10.1916 | 26.11.1917 16.08.1940 | 26.06.1922 23.10.1940 | Затоплен в июле 1945 г. | Передан Королевскому флоту как HMS Ludlow                        |
| DD-74     | Manley   | Bath Iron Works                          | 22.08.1916 | 15.10.1917 01.05.1930 | 14.06.1922 19.11.1945 | Сдан на слом в 1946 г.  | Переименован в AG-28 28.11.1938. Переименован в APD-1 02.08.1940 |